# Regió dels llacs de Willandra
La Regió dels llacs Willandra Abasta una àrea de 2.400 km² en del Sud-oest de Nova Gal·les del Sud, Austràlia. Està inscrit a la llista del Patrimoni de la Humanitat, declarat per la UNESCO, l'any 1981. En els voltants del llac Mungo s'han trobat les restes humanes més antigues d'Austràlia, de fa més de 40.000 anys.